# Municipio de Union (condado de Wilkes)
El municipio de Union (en inglés: Union Township) es un municipio ubicado en el  condado de Wilkes en el estado estadounidense de Carolina del Norte. En el año 2010 tenía una población de 1.259 habitantes.

## Geografía
El municipio de Union se encuentra ubicado en las coordenadas 36°16′58.47″N 81°18′32.34″O / 36.2829083, -81.3089833.